# Dibenzofuran
Dibenzofuran – organiczny związek chemiczny o szkielecie fluorenu. Polichlorowane pochodne dibenzofuranu (PCDF) są związkami o strukturze i właściwościach podobnych do dioksyn.

Wzór ogólny PCDF